# Théorie Brunauer, Emmett et Teller
Pour les articles homonymes, voir BET.
La théorie Brunauer, Emmett et Teller (BET) est une théorie qui a pour but d'expliquer l’adsorption physique des molécules de gaz sur une surface solide. Depuis 1914, le modèle utilisé était la théorie de Langmuir qui aboutissait à une relation très simple entre la quantité adsorbée et la concentration d'adsorbat dans la phase gazeuse. L'hypothèse majeure de cette théorie était que l'adsorption se fait sous la forme d'une monocouche de molécules adsorbées sur la surface de l'adsorbant. Dans le cas de la physisorption de molécules ayant une faible interaction avec l'adsorbant, il apparaissait évident qu'il était nécessaire de prendre en compte la formation d'une multicouche de molécules adsorbées.
En 1938, Stephen Brunauer, Paul Hugh Emmett et Edward Teller publient pour la première fois un article présentant une extension de la théorie de Langmuir à une adsorption multicouche. Le principe est d'appliquer la méthode de Langmuir à chacune des couches de molécules adsorbées. Brunauer et ses co-auteurs aboutissent à l'équation suivante:
{\displaystyle v=V_{mono}\times c{\frac {P_{A}/P_{A,sat}}{(1-P_{A}/P_{A,sat})(1-P_{A}/P_{A,sat}+c\times P_{A}/P_{A,sat})}}}
dans laquelle {\displaystyle P_{A}} est la pression partielle d'adsorbat à l'équilibre, {\displaystyle P_{A,sat}} est la pression de vapeur saturante de l'adsorbat à la température de l'expérience, {\displaystyle v} est le volume de gaz adsorbé par gramme d'adsorbant, {\displaystyle V_{mono}} est le volume correspondant à une monocouche de molécules adsorbées, et {\displaystyle c} est la constante BET qui est caractéristique de l'interaction entre l'adsorbat et l'adsorbant.
Cette théorie est devenue la base de la méthode standard pour la mesure de la surface spécifique, que l'on nomme très souvent méthode BET .

## Théorie

### Hypothèses
Les hypothèses principales du modèle sont les suivantes :
1. les molécules de gaz adsorbent physiquement sur une surface solide dont la courbure est négligeable à l'échelle des molécules ;
2. une fraction de la surface d'adsorption peut être libre, ou recouverte par une, deux ou plus épaisseurs de molécules, on notera ces différentes fractions {\displaystyle \theta _{i},i=0\ldots \infty } ;
3. l'adsorption de la première couche {\displaystyle i=0} se fait par interaction directe avec la surface, elle se fait avec une énergie d'interaction {\displaystyle E_{0}} ;
4. l'adsorption sur une couche {\displaystyle i>0}  est basée sur une interaction adsorbat - adsorbat, on suppose donc qu'elle se fait avec une cinétique et une énergie d'interaction identique quelle que soit la valeur de {\displaystyle i} ;
5. la théorie de Langmuir peut être appliquée à chaque fraction de surface, ce qui veut dire qu'on peut y définir un équilibre d'adsorption - désorption  {\displaystyle \theta _{i-1}+A\leftrightarrows \theta _{i}}
6. lorsque la pression {\displaystyle P_{A}} atteint la valeur  {\displaystyle P_{A,sat}}, l'épaisseur de la couche adsorbée devient infinie (il y a condensation du gaz).

### Démonstration
En suivant le principe de Langmuir, on peut définir pour chaque équilibre {\displaystyle \theta _{i-1}+A\leftrightarrows \theta _{i}} une vitesse d'adsorption {\displaystyle a_{i-1}\theta _{i-1}P_{A}} et une vitesse de désorption {\displaystyle d_{i}\theta _{i}}. À l'équilibre, les vitesses d'adsorption et de désorption sont égales et on obtient la relation :
{\displaystyle \theta _{i}={\frac {a_{i-1}}{d_{i}}}P_{A}\theta _{i-1}=k_{i-1}P_{A}\theta _{i-1}}
Selon l'hypothèse 4, pour {\displaystyle i>0}, toutes les valeurs de {\displaystyle k_{i}} sont égales à une valeur {\displaystyle k}. On a donc le jeu d'équations suivant:
{\displaystyle {\begin{array}{lcl}\theta _{1}&=&k_{0}P_{A}\theta _{0}\\\theta _{i}&=&kP_{A}\theta _{i-1}\qquad i=2\ldots \infty \\\end{array}}}
On peut donc calculer la valeur de {\displaystyle \theta _{i}} en fonction de {\displaystyle \theta _{0}}:
{\displaystyle \theta _{i}=kP_{A}\theta _{i-1}=\left(kP_{A}\right)^{2}\theta _{i-2}=\ldots =\left(kP_{A}\right)^{i-1}\theta _{1}=\left(kP_{A}\right)^{i-1}k_{0}P_{A}\theta _{0}}
En définissant la constante {\displaystyle c=k_{0}/k}, on obtient finalement:
{\displaystyle \theta _{i}=c\left(kP_{A}\right)^{i}\theta _{0}}
La somme des fractions de surface fait 1, donc:
{\displaystyle 1=\sum _{i=0}^{\infty }\theta _{i}=\theta _{0}+\sum _{i=1}^{\infty }c\left(kP_{A}\right)^{i}\theta _{0}=\theta _{0}\left(1+c\sum _{i=1}^{\infty }\left(kP_{A}\right)^{i}\right)=\theta _{0}\left(1+c{\frac {kP_{A}}{1-kP_{A}}}\right)}
d'ou :
{\displaystyle \theta _{0}={\frac {1-kP_{A}}{1-kP_{A}+ckP_{A}}}}
Connaissant la valeur de {\displaystyle \theta _{0}}, on peut calculer les autres {\displaystyle \theta _{i}}. Le volume de gaz adsorbé est alors:
{\displaystyle v=V_{mono}\left(\theta _{1}+2\times \theta _{2}+3\times \theta _{3}+\ldots \right)}
{\displaystyle v=V_{mono}\sum _{i=1}^{\infty }i\times \theta _{i}=V_{mono}\sum _{i=1}^{\infty }i\times c\left(kP_{A}\right)^{i}\theta _{0}=c\times V_{mono}\theta _{0}\sum _{i=1}^{\infty }i\times \left(kP_{A}\right)^{i}=c\times V_{mono}\theta _{0}{\frac {kP_{A}}{\left(1-kP_{A}\right)^{2}}}}
En remplaçant {\displaystyle \theta _{0}} par son expression, on obtient finalement:
{\displaystyle v=V_{mono}\times c{\frac {kP_{A}}{(1-kP_{A})(1-kP_{A}+c\times kP_{A})}}}
Il reste à utiliser l'hypothèse 6 qui implique que pour {\displaystyle P_{A}=P_{A,sat}}, on a {\displaystyle v\rightarrow \infty }, il faut donc que {\displaystyle k=1/P_{A,sat}} pour obtenir l'équation BET:

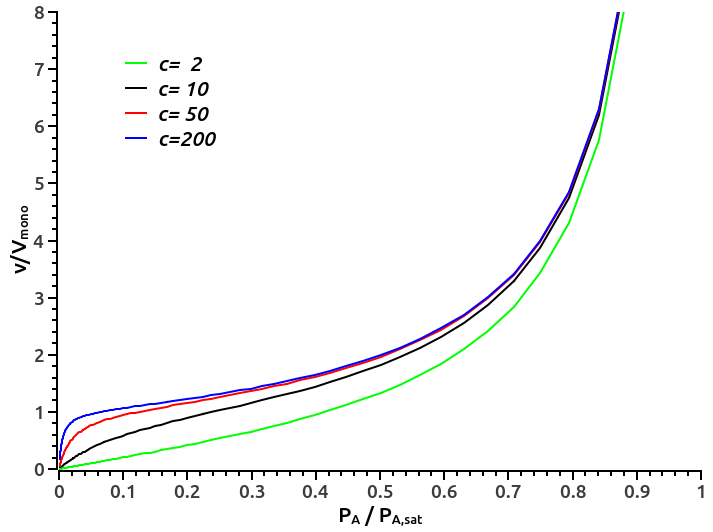
Exemples d'isothermes BET pour différentes valeurs du paramètre d'interaction c.

{\displaystyle v=V_{mono}\times c{\frac {P_{A}/P_{A,sat}}{(1-P_{A}/P_{A,sat})(1-P_{A}/P_{A,sat}+c\times P_{A}/P_{A,sat})}}}
Si la valeur de {\displaystyle c} est supérieure à 2, on obtient une courbe en S. Plus la valeur de ce paramètre est importante, plus le matériau a la capacité d'adsorber des molécules à basse pression. À haute pression, la quantité adsorbée est principalement liée à la condensation en multicouches.

## Application de la méthode

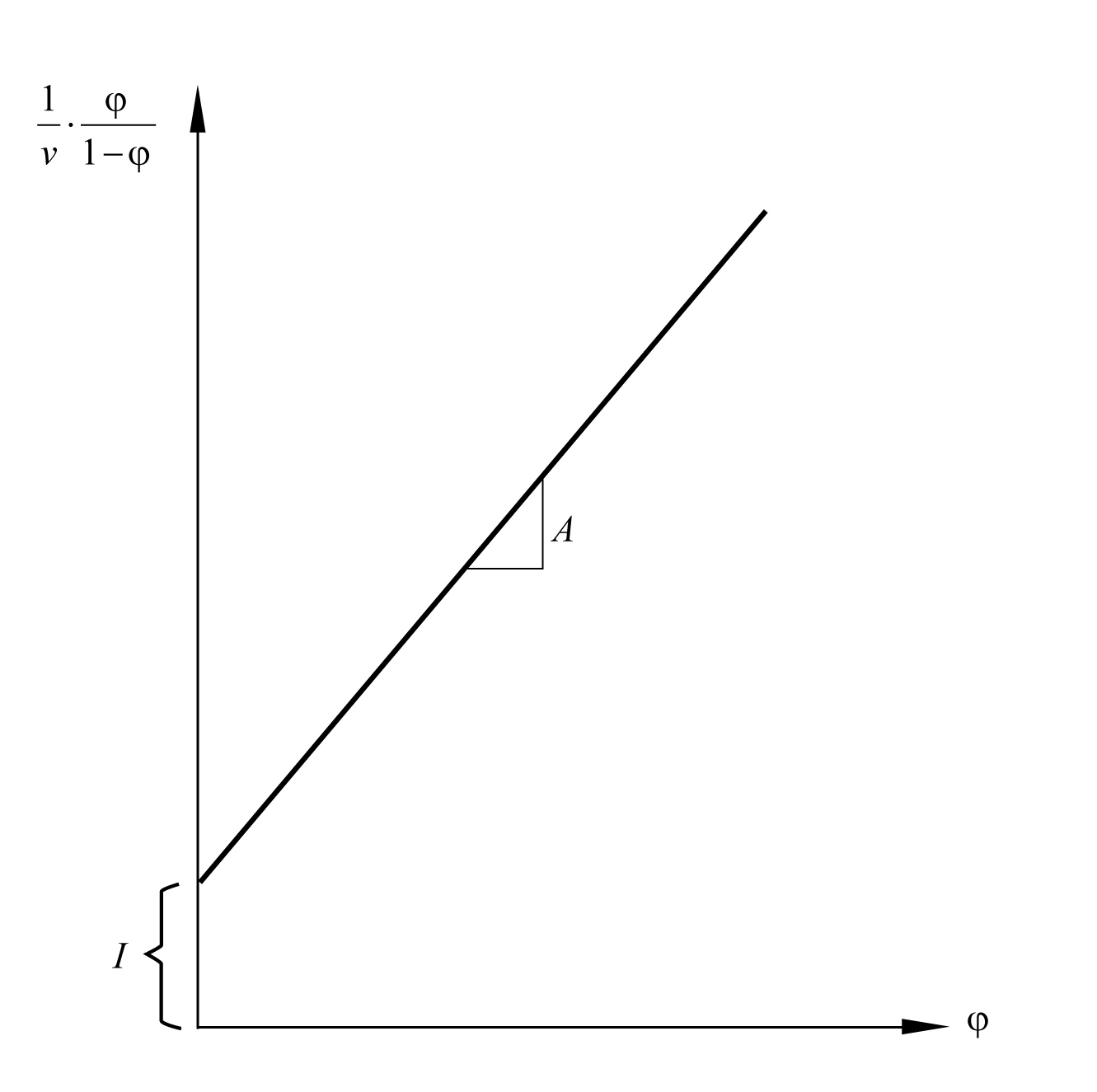
Tracé BET

Pour mettre en œuvre cette théorie, on transforme l'équation BET sous la forme suivante:
{\displaystyle {\frac {1}{v\left[\left({P_{A,sat}}/{P_{A}}\right)-1\right]}}={\frac {c-1}{V_{mono}\times c}}\left({\frac {P_{A}}{P_{A,sat}}}\right)+{\frac {1}{V_{mono}\times c}}}
Ceci permet d'avoir une forme linéaire dont la pente et l'ordonnée à l'origine permettent de calculer les valeurs de {\displaystyle c} et de {\displaystyle V_{mono}}. Normalement, on applique la méthode pour des valeurs de  {\displaystyle P_{A}/P_{A,sat}} comprises entre 0,1 et 0,3 car c'est le domaine dans lequel les hypothèses du modèle sont à peu près respectées:
- si la pression est très basse, on a souvent adsorption dans les micropores de taille inférieure à 2 nanomètres, l'hypothèse d'une molécule en interaction simple avec une surface plane n'est donc pas respectée;
- si la pression est élevée, on entre dans le domaine de la condensation capillaire, et la topologie de la surface devient aussi importante.

Des variations importantes de la surface résultante peuvent apparaître selon le domaine choisi pour l'analyse. En faisant une hypothèse sur la surface occupée par une molécule d'adsorbat, on peut calculer une surface à partir de {\displaystyle V_{mono}}. Dans la plupart des cas, on utilise le diazote comme adsorbat, l'expérience est réalisée à la température de liquéfaction du diazote (77K), ce qui permet de balayer tout le domaine de pression {\displaystyle 0\rightarrow P_{A,sat}} sans avoir besoin d'un appareillage travaillant sous pression élevée. C'est cette mesure qui permet d'obtenir la surface BET du solide qui est très souvent utilisée comme référence pour la caractérisation des solides.

## Normes internationnalles
La norme ISO 9277 spécifie le mode opératoire à suivre pour déterminer la surface spécifique externe et interne globale des solides dispersés ou poreux en mesurant, selon la méthode BET, la quantité de gaz physiquement adsorbé.